# Мебендазол
Мебендазол — противогельминтное средство широкого спектра действия бензимидазольного типа. Этот лекарственный препарат используется для лечения ряда заболеваний, вызванных заражением паразитарными червями. К таким заболеваниям относятся, среди прочего, аскаридоз, энтеробиоз, анкилостомоз, дракункулез, эхинококковый энцефалит и лямблиоз. Мебендазол обычно хорошо переносится, его принимают внутрь перорально. Мебендазол начал использоваться в 1971 году, после того как он был разработан компанией Janssen Pharmaceutica в Бельгии. Он включен в Список основных лекарственных средств Всемирной организации здравоохранения.

## Использование в медицине
Мебендазол является высокоэффективным антигельминтным средством широкого спектра действия, показанным для лечения заражения нематодами, включая аскариды, анкилостомами, власоглавами, острицами и кишечной формой трихинеллеза до его распространения в ткани за пределами пищеварительного тракта. Поскольку мебендазол плохо всасывается в кровоток, для лечения глистных инфекций вне пищеварительного тракта используются другие препараты. При заражениях легкой и средней степени тяжести упомянутыми выше паразитами, как правило, бывает достаточно лечения лишь мебендазолом, без привлечения дополнительных антигельминтных препаратов. Однако поскольку он убивает паразитов относительно медленно, то у пациентов с очень сильным заражением может возникнуть миграция некоторых паразитов из пищеварительной системы в другие органы и ткани. Это может привести к аппендициту, проблемам с желчными путями или перфорации кишечника. Для того, чтобы избежать подобного развития событий, пациентов с тяжелой инфекцией лечат пиперазином либо до, либо вместо мебендазола. Пиперазин парализует паразитов, заставляя их выходить с фекалиями. Также мебендазол редко используется при лечении кистозного эхинококкоза, поскольку на данный момент собрано мало доказательств его эффективности при этом заболевании. Мебендазол и другие бензимидазольные антигельминтные средства активны как против личиночных, так и против взрослых стадий нематод, а в случае аскарид и власоглавов также убивают яйца. Паралич и гибель паразитов происходят медленно, а для выведения паразитов с калом может потребоваться несколько дней.

## Особые группы населения
Было показано, что мебендазол вызывает побочные эффекты во время беременности у животных, поэтому полноценных исследований его воздействия на беременность человека не проводилось. До сих пор неизвестно, передается ли он ребёнку от матери при грудном вскармливании.

## Побочные эффекты
Общие побочные эффекты включают головную боль, рвоту и звон в ушах, при использовании в больших дозах может вызвать угнетение костного мозга. Мебендазол иногда вызывает диарею, боль в животе и повышение уровня ферментов печени. В редких случаях его применение было связано с опасно низким количеством лейкоцитов, низким количеством тромбоцитов и выпадением волос, а также в редких случаях с риском возникновения агранулоцитоза.

## Взаимодействие с другими лекарствами
Карбамазепин и фенитоин снижают уровень мебендазола в сыворотке крови. Циметидин не вызывает заметного повышения уровня мебендазола в сыворотке крови (в отличие от аналогичного препарата альбендазола), что объясняется его плохой системной абсорбцией. При сочетании мебендазола с высокими дозами метронидазола могут возникать синдром Стивенса-Джонсона и более тяжелый токсический эпидермальный некролиз.

## Механизм действия
Мебендазол действует путем селективного ингибирования синтеза микротрубочек путем связывания с колхициновым участком связывания β-тубулина, тем самым блокируя полимеризацию димеров тубулина в кишечных клетках паразитов. Разрушение цитоплазматических микротрубочек приводит к блокированию поглощения глюкозы и других питательных веществ, что приводит к постепенной иммобилизации и возможной гибели гельминтов. Плохая абсорбция в пищеварительном тракте делает мебендазол эффективным препаратом для лечения кишечных паразитарных инфекций с ограниченными побочными эффектами. Однако мебендазол оказывает влияние на клетки млекопитающих, главным образом, путем ингибирования полимеризации димеров тубулина, тем самым разрушая основные структуры микротрубочек, такие как митотическое веретено. Затем разборка митотического веретена приводит к апоптозу, опосредованному дефосфорилированием Bcl-2, что позволяет проапоптотическому белку Bax димеризоваться и инициировать запрограммированную гибель клеток.

## Доступность препарата для населения
Мебендазол доступен, является дженериком и распространяется на международных фармацевтических рынках компанией Johnson and Johnson и рядом других производителей дженериков.

## Научные исследования
Несколько научных исследований показали, что мебендазол проявляет мощные противоопухолевые свойства. Мебендазол значительно ингибировал рост раковых клеток, миграцию и метастатическое образование адренокортикальной карциномы как in vitro, так и in vivo. Обработка клеточных линий рака легкого с помощью мебендазола вызывала остановку митоза раковых клеток с их последующей апоптотической гибелью с активацией каспазы и высвобождением цитохрома c. Мебендазол индуцировал зависимый от дозы и времени апоптотический ответ в клеточных линиях рака легкого человека и апоптоз посредством инактивации Bcl-2 в химиорезистентных клетках меланомы. Противораковый эффект мебендазола подтверждается доклиническими исследованиями и клиническими случаями.